# Chalcothore montgomeryi
Chalcothore montgomeryi är en trollsländeart som först beskrevs av Racenis 1968.  Chalcothore montgomeryi ingår i släktet Chalcothore och familjen Polythoridae. IUCN kategoriserar arten globalt som livskraftig. Inga underarter finns listade i Catalogue of Life.